# Love Singles 2
Albums de Yui Sakakibara
Fractal
(2012)
Compilations par Yui Sakakibara
You♡I -Sweet Tuned by 5pb.-
(2010) Splash!
(2013)
Love×singles2 est la 4ecompilation de Yui Sakakibara, sorti sous le label LOVE×TRAX Office le 30 janvier 2013 au Japon. Il sort en format CD et CD+DVD.

## Liste des titres
| 1.  | Far Away                            |  |
| 2.  | Ai no Uta (アイノウタ)              |  |
| 3.  | Shining Star                        |  |
| 4.  | Marionette                          |  |
| 5.  | Haitoku no Enbukyoku (背徳の円舞曲) |  |
| 6.  | Happy⇔Lucky X’mas♪                  |  |
| 7.  | I remembers                         |  |
| 8.  | Let's start now                     |  |
| 9.  | I don't wanna forget                |  |
| 10. | Blue Mind                           |  |
| 11. | Eternity                            |  |
| 12. | Desire                              |  |
| 13. | Kyu-Run☆Star                        |  |

| 1. | Happy Love X Live 2011 |  |